# مطبخ إماراتي

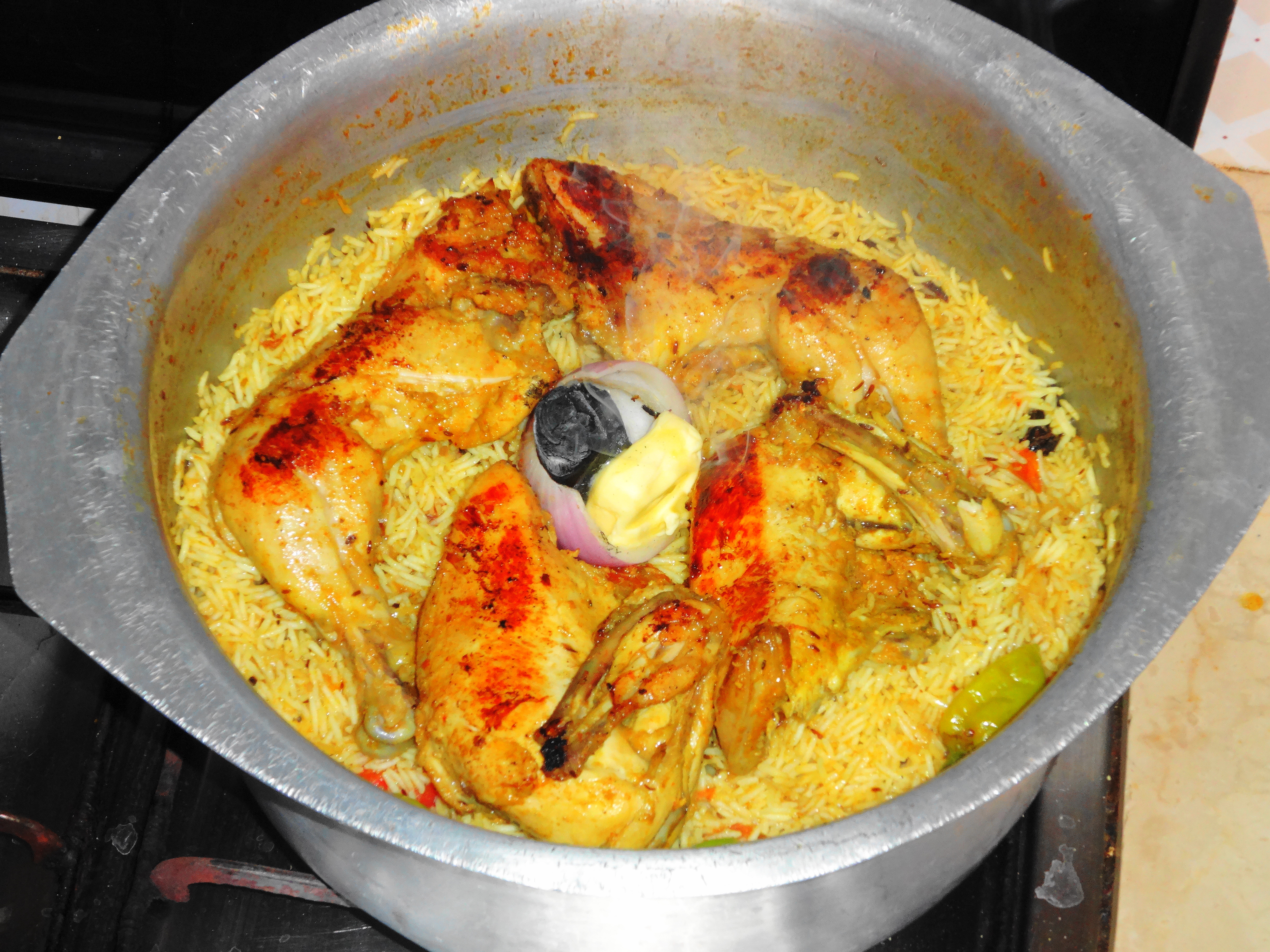
المندي

المطبخ الإماراتي هو المطبخ العربي التقليدي المحلي لدولة الإمارات العربية المتحدة. ويعتبر جزء من المطبخ العربي الشرقي ويشترك في أوجه التشابه مع مطابخ الدول المجاورة، مثل المطبخ العماني والمأكولات السعودية، فضلاً عن التأثيرات من مختلف المأكولات الشرق أوسطية والآسيوية. وكمحور دولي رئيسي، تتمتع الإمارات العربية المتحدة اليوم بمأكولات متعددة الثقافات ومتنوعة من أجزاء مختلفة من العالم.

## التاريخ
تعود زراعة أشجار النخيل في الإمارات العربية المتحدة إلى منتصف الألفية الثالثة قبل الميلاد (يشار إليها عادة باسم فترة أم النار في الإمارات العربية المتحدة) والتي تم العثور فيها على العديد من بذور التمر في مواقع أم النار. يشير وجود أحجار طحن وأفران طينية في المواقع الأثرية إلى إجراء معالجة للحبوب أيضًا. تظهر الدراسات التي أجريت على بقايا الأسنان البشرية التي يعود تاريخها إلى الألفية الثالثة مستوى مرتفعًا من الاستنزاف الذي يُعتقد أنه ناتج عن مضغ الخبز الجاف.

### التاريخ الحديث
يتكون المطبخ الذي نشأ في المنطقة التي أصبحت الآن الإمارات العربية المتحدة والتي كانت في السابق الإمارات المتصالحة من مطبخ عربي وشرق أوسطي مشابه يتم تناوله في شبه الجزيرة العربية الأوسع. الغذاء عبارة عن مزيج من نظام غذائي بدوي، يتكون من اللحوم وحليب الإبل، نظام غذائي للصيادين، يتكون بشكل أساسي من الأسماك الشائعة في الخليج العربي، ونظام غذائي للمزارع يتكون بشكل أساسي من التمر. شكّل مزيج من هذه الحميات بالإضافة إلى مزيج من التوابل مثل القرفة والزعفران والكركم أساس الأطباق الشائعة التي يتم تناولها في منطقة الإمارات المتصالحة والمأكولات الإماراتية التقليدية الحالية.
يستخدم الطعام التقليدي لدولة الإمارات العربية المتحدة الكثير من اللحوم والحبوب ومنتجات الألبان. الخضروات التي يسهل نموها في التربة الخصبة، مثل الخيار والطماطم حيثُ تظهر بقوة في النظام الغذائي. الليمون المجفف الذي يتميز أيضًا بشكل كبير وينمو محليًا ويستخدم في معظم الأطباق. يزرع المانجو أيضًا، عادة في الإمارات الشمالية في قرى مثل مسافي. اللحوم المستخدمة تقليديًا هي الدجاج أو الطيور الصغيرة، مثل الحبارى والماعز. نظرًا لأن الإبل تحظى بتقدير كبير لحليبها وقدرتها على النقل، فإن أكل لحم الإبل عادة ما يكون محجوزًا للمناسبات الخاصة.

## الأطعمة والأطباق
تعتبر المأكولات البحرية هي عماد النظام الغذائي الإماراتي. ويعتبر المطبخ الإماراتي هو انعكاس للتراث العربي والتعرض للحضارات الأخرى بمرور الوقت. نظرًا لأن استهلاك لحم الخنزير محظور بموجب الشريعة الإسلامية، فإنه لا يتم تضمينه في معظم القوائم. غالبًا ما تحتوي الفنادق على بدائل لحم الخنزير مثل لحم البقر والدجاج والسجق وطيور لحم العجل في قوائم الإفطار الخاصة بهم. إذا كان لحم الخنزير متاحًا، فيتم تمييزه بوضوح على هذا النحو.
اللحوم والأسماك والأرز هي الأطعمة الأساسية للمطبخ الإماراتي. يعتبر لحم الضأن من اللحوم المفضلة أكثر من لحم الماعز ولحم البقر والإبل. عادة ما يتم تناول التمور مع الوجبات.
المشروبات الشعبية هي القهوة والشاي، والتي يمكن استكمالها بالهيل أو الزعفران أو النعناع لإضفاء نكهة مميزة.

## الأطباق الشعبية

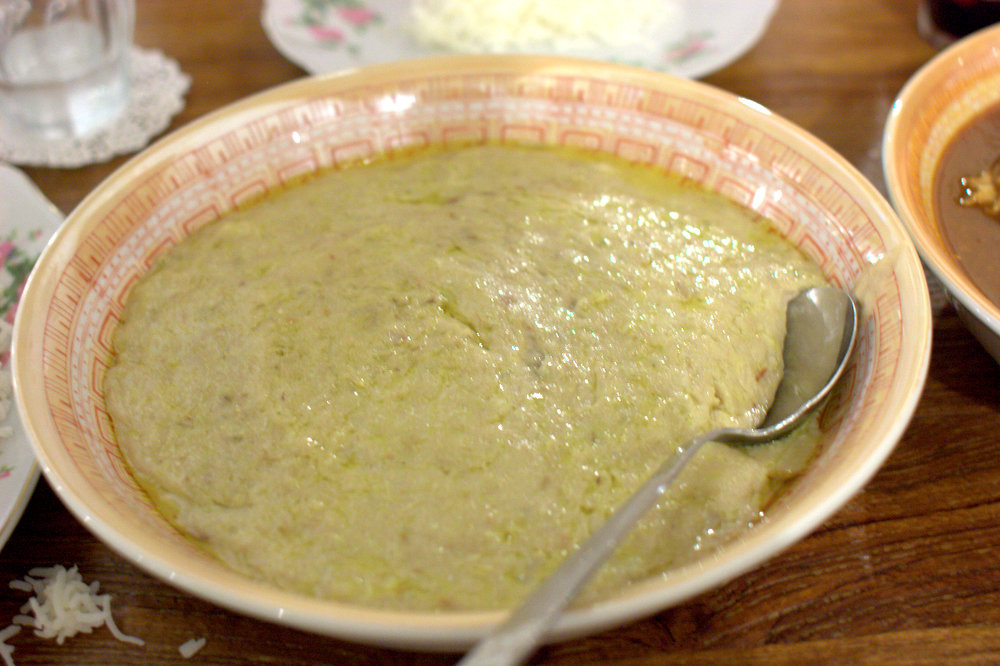
الهريس

### الهريس
هذه الأكلة مشهورة جداً، وتتكون من اللحم والقمح والماء، وتصنع بغسل القمح جيداً بعد تنقيته من الشوائب، ثم يوضع اللحم في القدر، ويوضع القمح فوقه، ويسخن المزيج حتى يغلي ويدك بقطعة من الخشب تسمى «مصدام هريس»، ثم ينزل القدر، يوضع في حفرة خاصة معدة سابقاً، ومفروشة أرضها بالجمر ويغطى القدر بالفحم أيضاً، حتى الصباح حيث يتم إخراج القدر ويكشف عنه ويقلب الهريس داخل القدر عدة مرات حتى يصبح جاهزاً.

### المجبوس
تلفظ المتشبوس أو المكبوس، ويتم صنعها بوضع اللحم في القدر على النار بعد وضع البزار، أو البهارات والبصل والليمون اليابس «لومي» والملح والماء داخله، ويطبخ المزيج حتى ينضج، ثم تخرج اللحم ويطبخ العيش «الأرز» حتى ينضج، فيعاد اللحم مرة ثانية إلى القدر ويغطى بالفحم لمدة ساعة أو ساعتين فيكون جاهزاً للأكل.

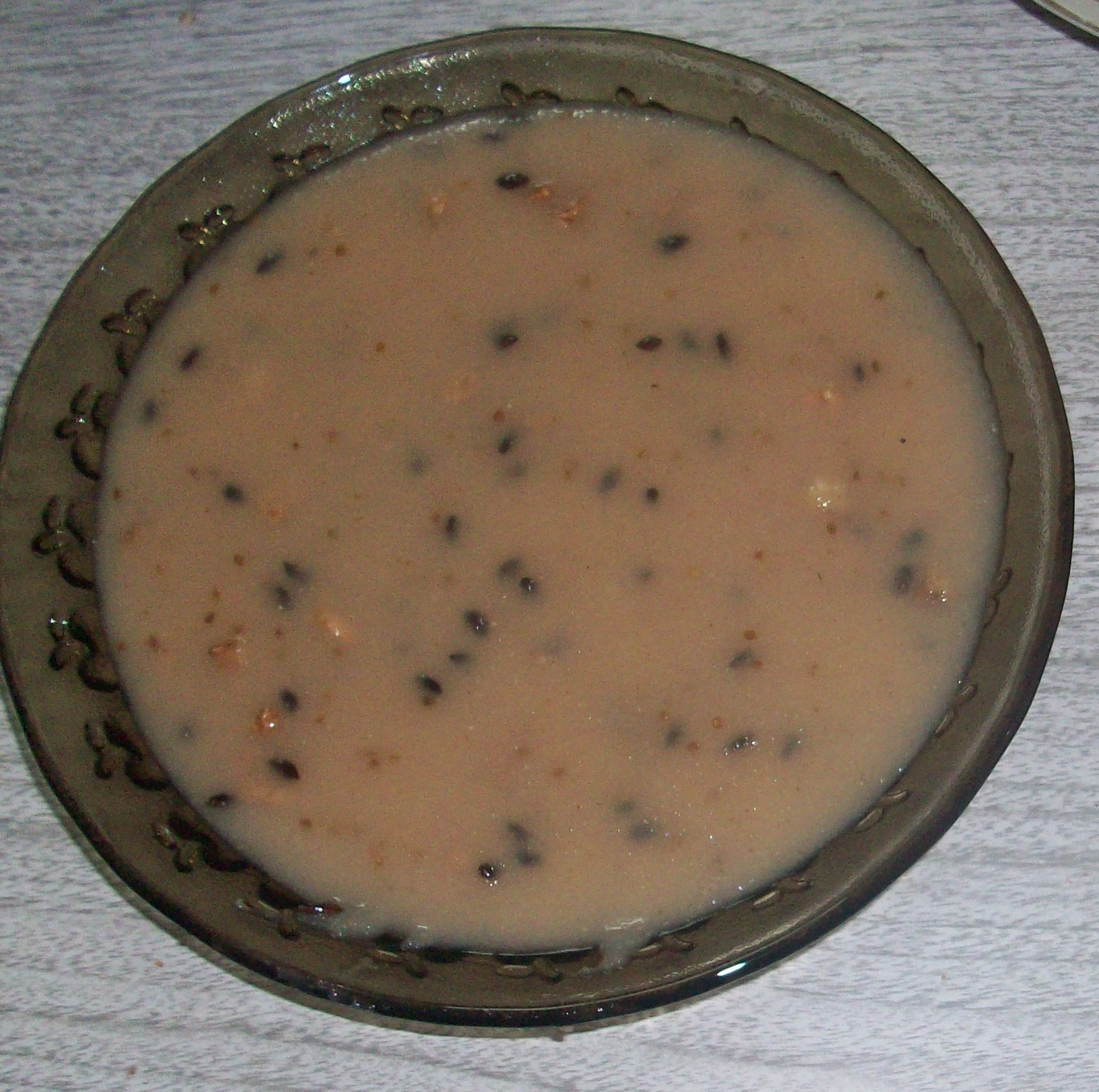
الخبيصة

### الخبيصة
تتكون هذه الأكلة من الطحين المحمص والماء والسكر والقناد والزعفران، ويتم الصنع بوضع الماء داخل إناء كبير «قدر» ويترك حتى درجة الغليان، ثم يضاف إليه السكر والقناد والزعفران وقليل من الدهن، ثم يضاف الطحين المقلي أو المحمص، ثم يخلط مع المزيج عدة مرات، وبعد ذلك يؤخذ القدر عن النار ويغطى ويوضع فحم عليه من كل الجوانب لمدة نصف ساعة تقريباً حتى ينضج المزيج ويصبح جاهزاً للأكل.

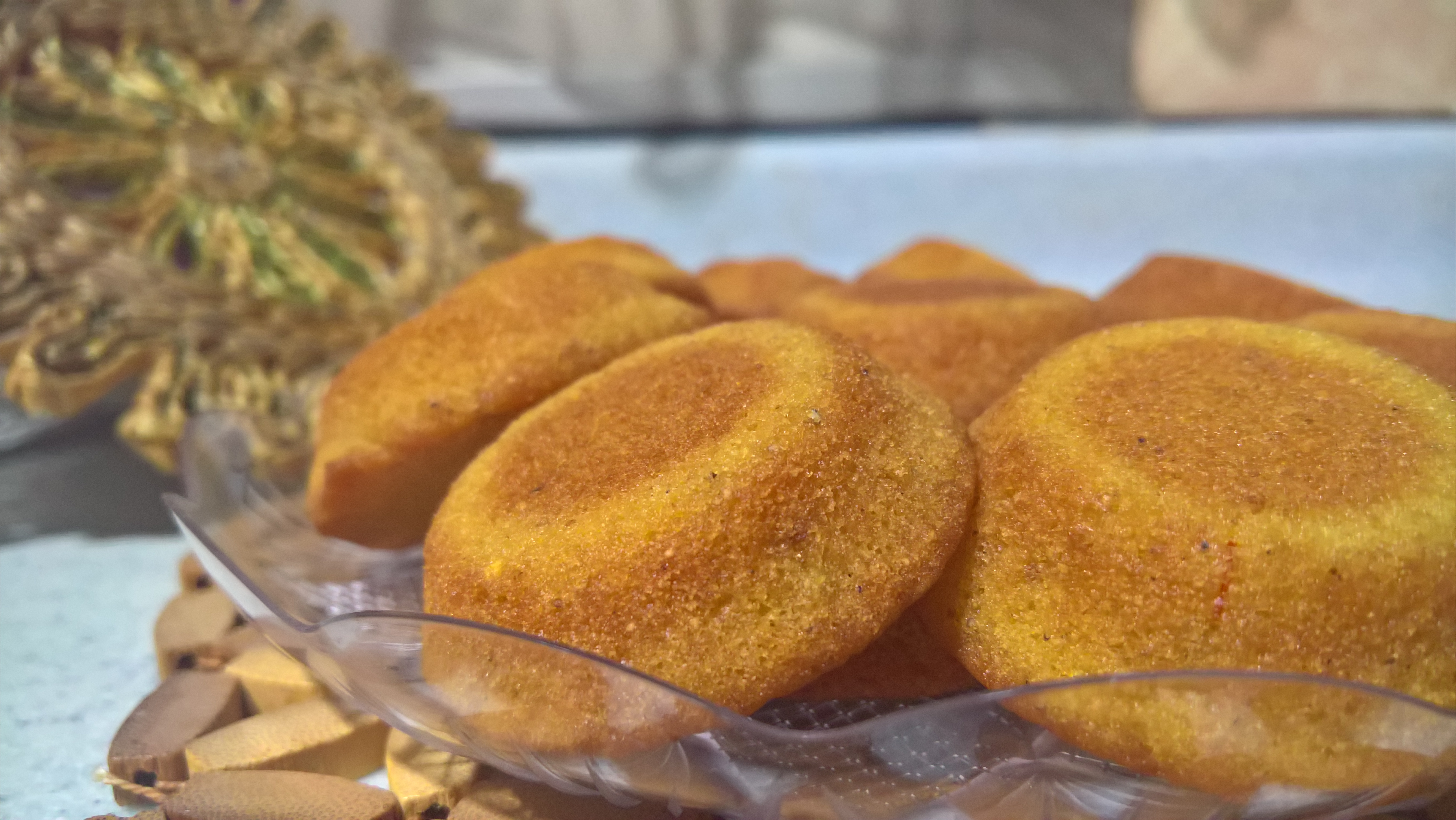
الخنفروش

### الخنفروش
هو حلوى من الحلويات الخليجية المشهورة على الضفتين العربية والفارسية. المواد الرئيسة لتحضير الخنفروش هي: دقيق الرز ودقيق القمح والسكر والبيض والماء، تُخلط وتُمزج المواد لتكوين معجون، ثم يوضع في دهن مغلي لقليه. هناك مواد أخرى يتم إضافتها إلى مزيج الخنفروش حسب الذوق والرغبة كالحليب والزعفران والهيل وماء الورد والفانيلا.

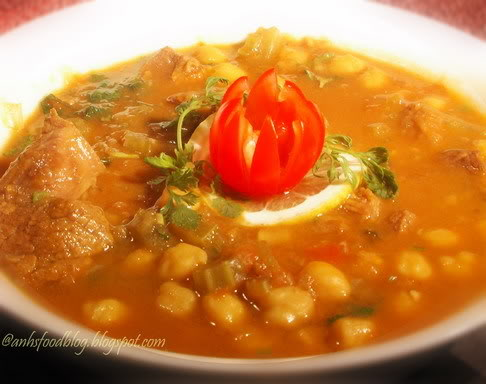
الثريد

### الثريد
هو يعتبر من الأكلات الشعبية الشهية والشهيرة والقديمة في الإمارات. يجهز من مكونات بسيطة، الشق الأساسي فيها «خبز رقاق» ومرق اللحم غالباً أو الدجاج. يصنع خبز الرقاق بطريقة مميزة ويتأثر طعه (الثريد) بجودة الخبز الذي يصنع عادة في الفترة الصباحية، ويمكن عمل كميات كبيرة منه وتبقى صالحة لأسابيع. يوضع الخبز في وعاء ويصب فوقه مرق اللحم المطبوخ مع الخضار ليعطي نكهة رائعة ومميزة، يمكن إعداده مع الخبز العادي بالطعم المميز المختلف.

### البثيث
هي من أشهر الحلويات الإماراتية وهي سهلة التحضير. يوضع الدقيق على النار ويقلب حتى يصبح لونه أحمر، تضاف الزبدة إلى الدقيق وتحرك حتى تذوب، ثم يوضع التمر والهيل وتخلط جيداً وتقدم.

### القرص المفروك
يعتبر القرص المفروك من ألذ الأطباق الإماراتية الشعبية خصوصاً في الشتاء، حين يعمل على منح الطاقة والدفء، وهو سهل التحضير وربما يعود ذلك إلى الظروف الحياتية التي كان يعيشها الإنسان الإماراتي بشكل خاص في الزمن البعيد. يتكون القرص المفروك من الدقيق وبعض من الملح والسمن ويضاف إليه التمر، ويعجن ثم يفرد على هيئة قرص كبير. ولم يكن قديما يلف في القصدير ويطرح بين الجمر الذي بدأ في الانطفاء حتى أصبح غالبه رماداً، ويترك حتى ينضج وعلامة ذلك احتراق الطبقة العليا نوعاً ما، وبعد ذلك يترك ليبرد ويقطع ويضاف إليه السمن ويفرك بين الكفين. ولكن يفضل اليوم أن يدق كما كان يفعل البعض قديماً، ثم يسكب عليه العسل وربما يضطر البعض إلى ذر السكر في مرحلة سابقة حين يكون ساخناً وقبل إضافة السمن. عند عجن القرص وخلال عملية الفرد يجب ألا يكون رقيقاً ولا غليظاً، وكان القدماء يفضلون استخدام حطب الغاف لصنع الجمر حيث لا تصدر رائحة سيئة خلال عملية الاحتراق، ولا يعتبر القرص فاخر المظهر.

### الخبز المحلى

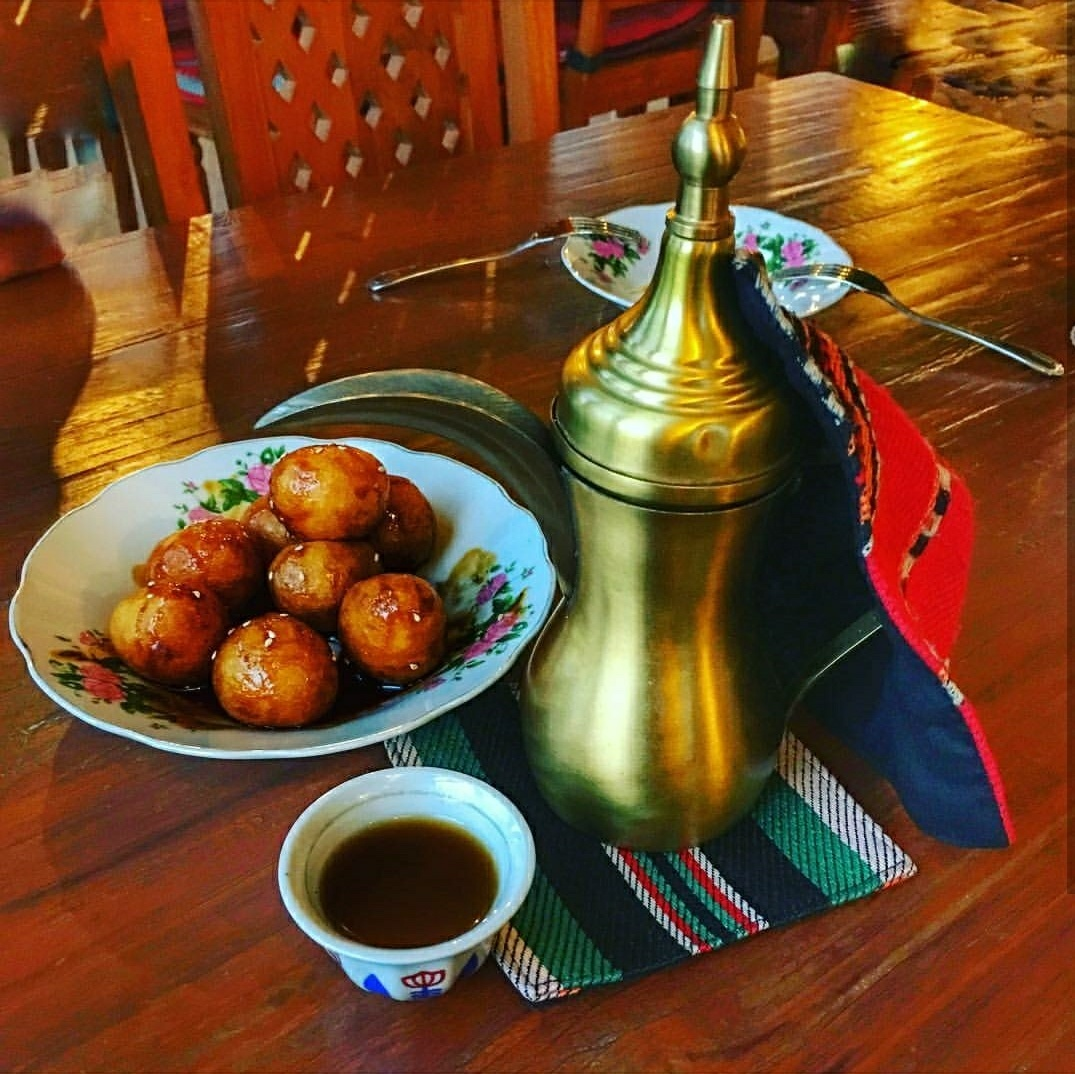
لقيمات

هو من الأكلات الشهيرة في الإمارات. يسخن المخبز – الطوبي – ويدهن بالسمن ويخبز العجين عليه حيث يوضع مغرفة الشوربه ويفرد بقطعة معدنيه مناسبه، ويكون بشكل دائري مثل: خبز الرقاق، ويقلب على الجهتين، ثم نرشه بالسمن أو بالزيت خلال القيام بالخبز، ويكون شكل خبز المحلى بني، من الممكن تركه كما هو أو نضيف على وجهه شيئا من البيض أو بيضه كاملة، وعند الانتهاء من كل الكمية يقدم بالصحن الكبير يؤكل بالعسل.

### المرقـوق
هي وجبة حافظت على شهرتها القديمة إلى اليوم ويتم اعدادها من الطحين (القمح)، حيث نقوم بوضع القدر على النار، ونضع البصل ونقوم بتحريكة على النار حتى يتحول للون الذهبي، ثم نضع عليه قليل من الزيت، ثم نضع الدجاج بعد ما قمنا بتقطيعه وتنظيفه على البصل ونقوم بتحريكه حتى يتحول للون الذهبي، ونضع البهارات، الفلفل الاسود، الملح، الليمون الاسود، ثم نضع الطماطم والخضار ومعجون الطماطم ونتركها على نار هادئة لمدة ربع ساعة، بعد ذلك نضع الماء حتى يمتلئ القدر ثلاثة ارباعه ويترك على النار حتى ينضج الدجاج والخضار، ثم نخلي الدجاج من العظام والجلد، ثم نقوم بعجن الطحين مع الماء حتى يصبح عجينة متماسكة ونقوم بتقسيمه على اشكال دوائر مثل: الكرة، وعند فرد أول كرة نجعلها (رقيقة)، ثم نضعها في القدر ونقوم بتقطعيها، ثم نفرد كرة العجين الثانية وهكذا حتى ننتهي، ثم نضع الفلفل الحار آخراً وتترك على نار هادئة، ثم توضع في طبق وتزين بالليمون.

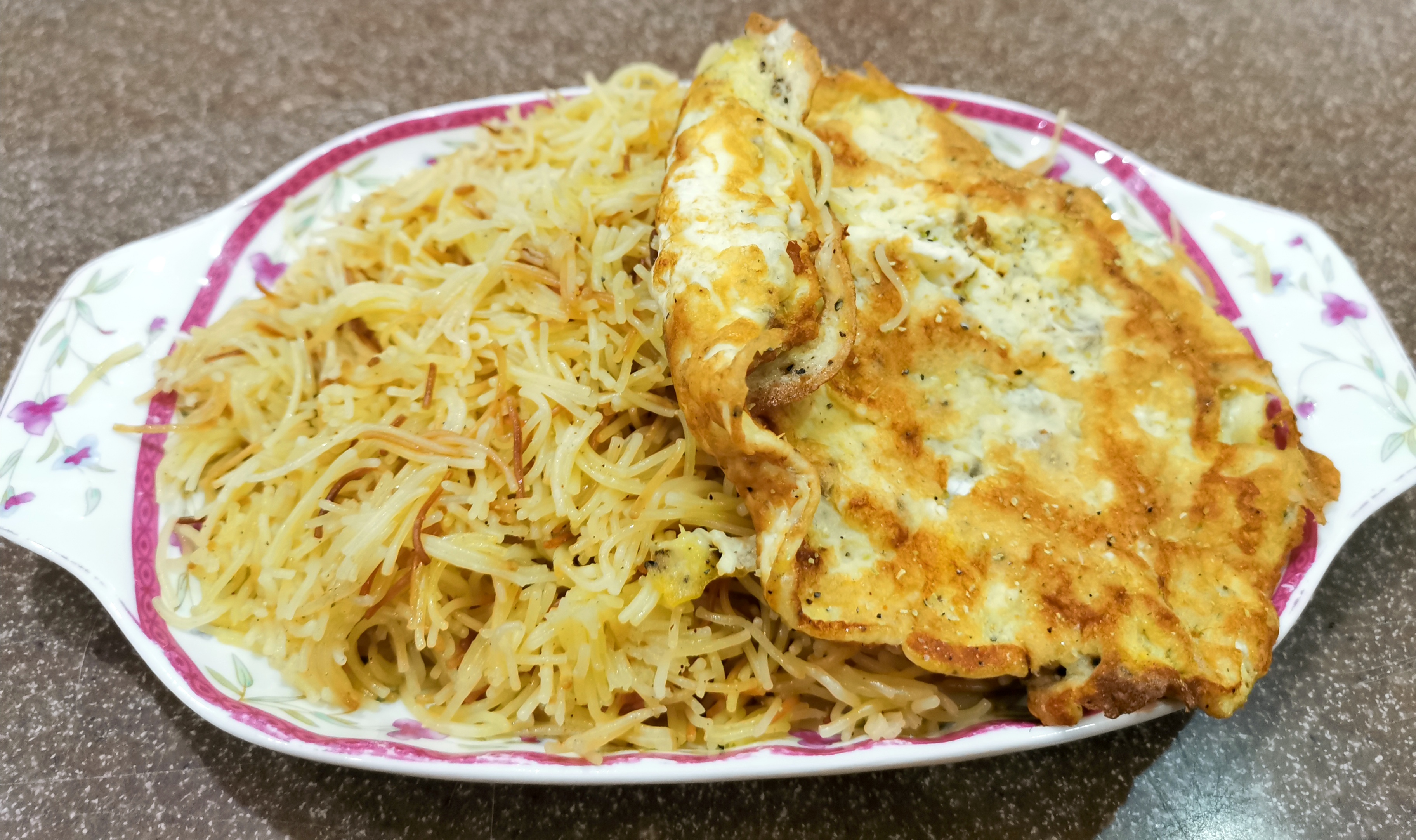
البلاليط

### البلاليط
هو طبق شعبي في الإمارات، ويقدّم على الإفطارعادة كما يقدم كتحلية في شهر رمضان. نضع الماء على النار ليغلي، ثم نضيف البلاليط لينضج نصف استواء ثم نصفيه، نضع الزيت في قدر على النار، ونضيف البلاليط (الشعيرية) ونقلب، نضيف السكر، الهيل، الزعفران، القرفة ونحركهم جيدا ليذوب السكر، وتنشف الشعيرية من الماء الزائد وتتحمر، نسكب البلاليط في طبق التقديم ويوضع فوقة البيض المقلي ويقدم.

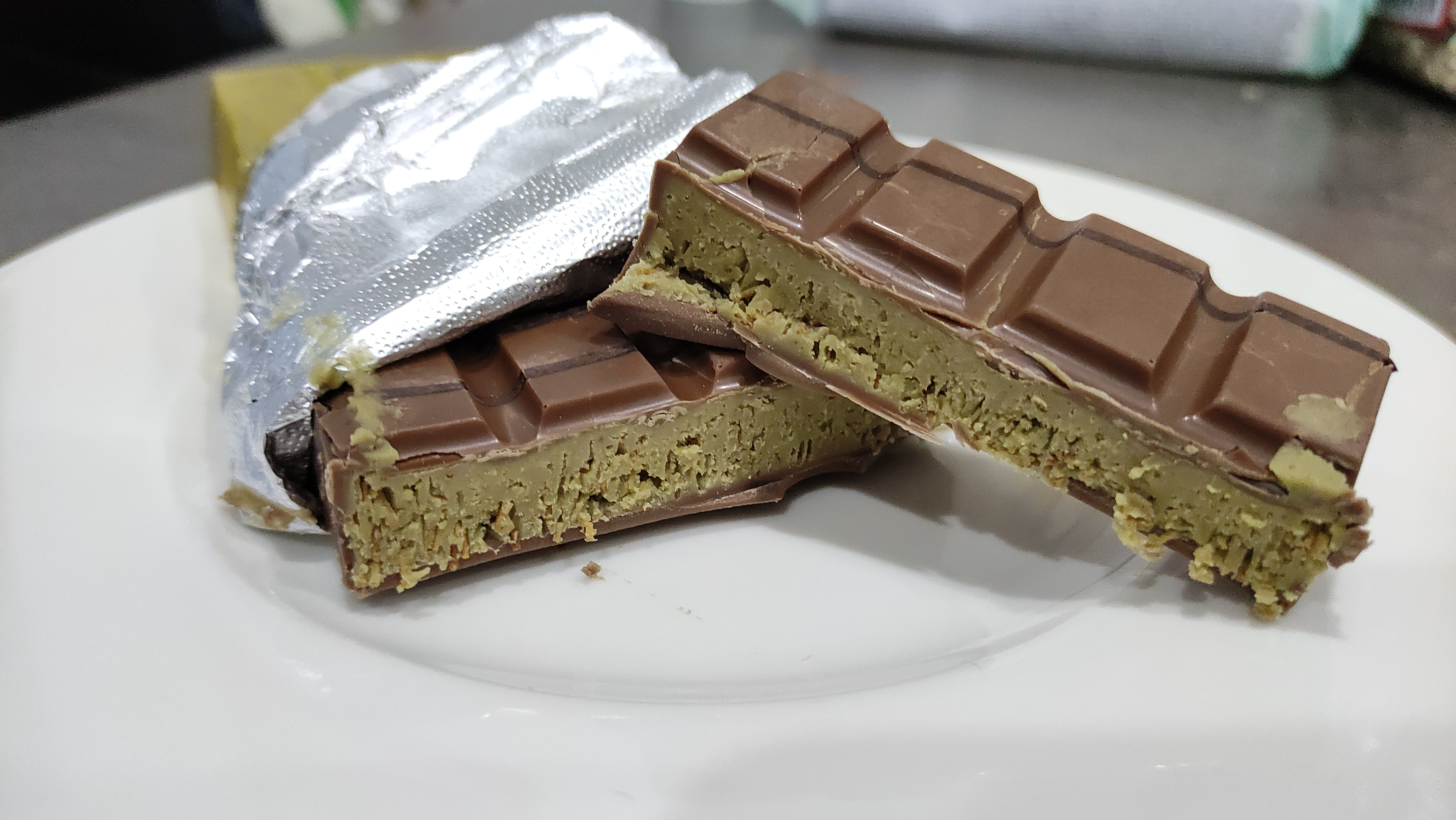
شوكولاتة دبي

### شوكولاتة دبي
هو نوع من أنواع ألواح الشوكولاتة، تحتوي حشوته على كنافة مفرومة وفستق قوامه سميك.

## الأحداث

### مهرجان دبي للمأكولات
أُقيم مهرجان دبي للمأكولات في دورته الأولى من 21 فبراير إلى 15 مارس 2014. ووفقًا لـ Vision، كان الهدف من هذا الحدث تعزيز مكانة دبي كعاصمة للمأكولات في المنطقة والاحتفاء بها. صُمم المهرجان لعرض تنوع النكهات والمأكولات في دبي، حيث ضمّ مأكولات من أكثر من 200 جنسية.